# Буняшин, Павел Иванович
Павел Иванович Буняшин (23 января 1902 года, село Ряссы, Рязанская губерния — 7 июля 1983 года, Москва) — советский военный деятель, генерал-майор (1.09.1943).

## Начальная биография
Павел Иванович Буняшин родился 23 января 1902 года в селе Ряссы.

## Военная служба

### Довоенное время
В августе 1921 года был призван в ряды РККА и направлен на учёбу в Объединённую военную школу имени ВЦИК в Москве, по окончании которой с октября 1924 года служил на должностях командира стрелкового взвода и взвода полковой школы в 7-м стрелковом полку (3-я стрелковая дивизия, Украинский военный округ) в Севастополе. В 1927 году закончил Ленинградские военно-политические курсы имени Ф. Энгельса. В марте 1927 года Буняшин был переведён в Симферополь в 9-й стрелковый полк 3-й стрелковой дивизии, где исполнял должность политрука и командира роты, начальника штаба батальона, помощника начальника штаба полка.
В 1932 году закончил разведывательные Курсы усовершенствования командного состава в Москве.
В феврале 1933 года был назначен на должность начальника 2-й части штаба 45-й стрелковой дивизии Украинского военного округа, в марте 1936 года — на должность командира 49-го отдельного разведывательного батальона (46-я стрелковая дивизия, Киевский военный округ), а в марте 1938 года — на должность начальника оперативного отделения — помощника начальника штаба 46-й стрелковой дивизии в Киевском, а затем в Забайкальском военных округах.
В феврале 1939 года Буняшин был назначен на должность начальника оперативного отдела — помощника начальника штаба 32-го стрелкового корпуса Забайкальского военного округа, а в марте 1940 года — на должность заместителя начальника штаба этого корпуса. За отлично организованную службу в корпусе в феврале 1941 года Павел Иванович Буняшин был награждён орденом «Знак Почёта».

### Великая Отечественная война
В начале Великой Отечественной войны 32-й стрелковый корпус был выведен в резерв Ставки ВГК, а затем передислоцирован в район Смоленска, где принимал участие в Смоленском сражении.
В августе 1941 года Буняшин был назначен на должность старшего помощника начальника оперативного отдела штаба 16-й армии Западного фронта, которая участвовала в Вяземской оборонительной операции, а также в оборонительных операциях и в контрнаступлении под Москвой. С января 1942 г. — начальник штаба 18-й стрелковой дивизии, преобразованной в январе 1942 года в 11-ю гвардейскую.
В апреле 1942 года был назначен на должность командира 221-й стрелковой дивизии. В конце октября 1942 года дивизия была расформирована, а Павел Иванович Буняшин был направлен на ускоренные курсы Высшей военной академии имени К. Е. Ворошилова. Не закончив полный курс обучения, Буняшин 28 февраля 1943 года был назначен на должность командира 27-го стрелкового корпуса, формировавшегося в Московском военном округе.
С 28 апреля 1943 года Буняшин командовал 84-й стрелковой дивизией, которая принимала участие в Курской битве, во время которой в ходе наступления дивизия прошла более 300 км и освободила более 90 населелённых пунктов, в том числе — и Харькова и Полтавы, за что дивизии было присвоено почётное наименование «Харьковская», а также была награждена орденом Красного Знамени. За хорошо организованные и успешно проведенные наступательные операции дивизии и нанесение тяжелых потерь в живой силе и технике противнику, за личную храбрость и мужество, проявленные в боях, генерал-майор Павел Иванович Буняшин 27 августа 1943 года был награждён орденом Суворова 2-й степени.
Вскоре 84-я стрелковая дивизия под командованием Буняшина участвовала в битве за Днепр и в Кировоградской, Корсунь-Шевченковской, Ясско-Кишиневской, Будапештской, Балатонской и Венской операциях.

### Послевоенная карьера
После войны генерал-майор Павел Иванович Буняшин продолжил командовать дивизией в составе Южной группы войск. В августе 1945 года был назначен на должность начальника курсов усовершенствования офицерского состава Южной группы войск, а в октябре — на должность военного коменданта Бухареста.
По окончании высших академических курсов при Высшей военной академии имени К. Е. Ворошилова, в марте 1949 года был назначен на должность старшего преподавателя этой академии, а 20 октября 1954 года — на должность военного атташе в Республике Вьетнам.
В октябре 1958 года генерал-майор Павел Иванович Буняшин вышел в отставку. Умер 7 июля 1983 года в Москве.

## Награды
- Орден Ленина (1946)
- Четыре ордена Красного Знамени (09.08.1941, 15.09.1944, 03.11.1944, 1951)
- Орден Суворова 2 степени (27.08.1943)
- Орден Кутузова 2 степени (19.01.1944)
- Орден Богдана Хмельницкого 2 степени (28.04.1945)
- Орден «Знак Почёта» (22.02.1941)
- Медали;
- Иностранные ордена.